# Raytown Senior High School
 (septembre 2012).
Si vous disposez d'ouvrages ou d'articles de référence ou si vous connaissez des sites web de qualité traitant du thème abordé ici, merci de compléter l'article en donnant les références utiles à sa vérifiabilité et en les liant à la section « Notes et références ».
Raytown Senior High School est une école secondaire située à Raytown, Missouri. L'école a été créée en 1914. Le nombre exact d'élèves de l'école secondaire Raytown Senior High School s'élève actuellement à 1503 étudiants. L'école, située dans le centre-ville de Raytown, a subi deux ans de travaux de rénovation de 1992 à 1994. Les rénovations les plus récentes ont été terminées juste avant la période 2008 - 2009, et notamment l'ajout de 2 salles de sciences. L'école bénéficie actuellement d'une désignation A+.

## Histoire
En 1903, la première high school de Raytown est située au coin de la 63e rue et de Raytown Road. En 1907, l'école a diplômé 12 étudiants. En 1906 le district consolidé n°2 (créé en 1903) a été réorganisé en vertu de la Loi Buford. En novembre 1944, des projecteurs ont été ajoutés au terrain de sports, et il a ensuite été consacré comme champ de mémoire pour honorer les 21 diplômés décédés durant la Seconde Guerre mondiale. La dernière rénovation a eu lieu en 1994. A l'automne 2004, les travaux de rénovation des vestiaires d'éducation physique ont été achevés. La Raytown Senior High School bénéficie d'une excellente réputation pour les résultats de ses élèves au niveau scolaire et extra-scolaire.

## Anciens élèves connus
- Roger Allen III, joueur de football américain, dans l'équipe des Carolina Panthers
- Bob Allison, diplômé en 1959, nommé élève de l'année par le Sénateur de Washington
- Jeff Cornell, ancien joueur de la Major League Baseball (San Francisco Giants)
- Tyronn Lue, diplômé  en 1995, est un ancien joueur de basket-ball professionnel, actuellement entraîneur adjoint des Celtics de Boston
- Aldon Smith, Joueur à la NFL pour San Francisco